# Matileola yangi
Matileola yangi är en tvåvingeart som beskrevs av Papp 2002. Matileola yangi ingår i släktet Matileola och familjen Lygistorrhinidae.
Artens utbredningsområde är Taiwan. Inga underarter finns listade i Catalogue of Life.